# Andrei Robert Nica
Andrei Robert Nica, född 4 januari 2002, är en rumänsk bobåkare.
Nica tog guld i monobob vid olympiska vinterspelen för ungdomar 2020 i Lausanne.